# Agostino Goiran
Agostino (Augustin) Goiran fue un naturalista italiano del "Novecento", nacido en Niza (cuando pertenecía a Italia), en 1835. Fue observador incansable y estudioso de la naturaleza veronesa, realizando estudios geológicos y sísmicos.

## Honores

### Epónimos
- (Poaceae) Panicum goiranii Rouy[1]
- (Poaceae) Agropyron goiranicum Vis. ex Goiran[2]
- (Rosaceae) Potentilla goiranii Zimm.[3]

- La abreviatura «Goiran» se emplea para indicar a Agostino Goiran como autoridad en la descripción y clasificación científica de los vegetales.[4]